# Distretto di Dungarpur
Il distretto di Dungarpur è un distretto del Rajasthan, in India, di 1 107 037 abitanti. È situato nella divisione di Udaipur e il suo capoluogo è Dungarpur.